# Parlamentswahl in der Türkei 1957
- CHP: 178
- HP: 4
- DP: 424
- CMP: 4

Die Wahl zur 11. Großen Nationalversammlung der Türkei fand am 27. Oktober 1957 statt. Gewählt wurden die 610 Abgeordneten des nationalen Parlaments. Die Regierung von Adnan Menderes hatte die Wahl um ein halbes Jahr vorgezogen.

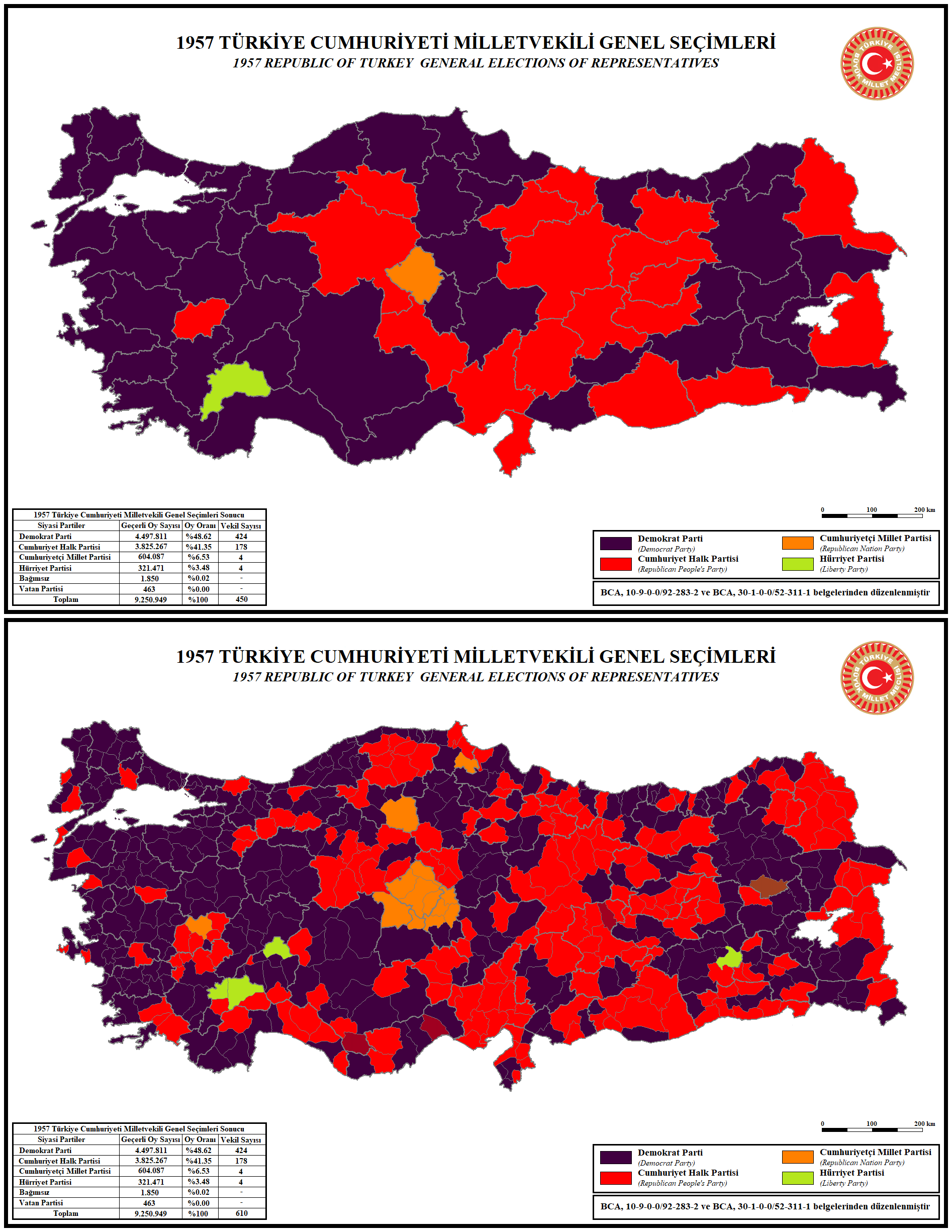

## Ergebnis
| Partei                             | Partei                               | Stimmen    | Stimmen | Stimmen | Sitze  | Sitze |
| Partei                             | Partei                               | Anzahl     | %       | +/−     | Anzahl | +/−   |
| ---------------------------------- | ------------------------------------ | ---------- | ------- | ------- | ------ | ----- |
|                                    | Demokratische Partei (DP)            | 4.372.621  | 47,88   | −9,52   | 424    | −79   |
|                                    | Republikanische Volkspartei (CHP)    | 3.753.136  | 41,09   | +5,80   | 178    | +147  |
|                                    | Republikanische Nationalpartei (CMP) | 652.064    | 7,14    | +2,30   | 4      | −1    |
|                                    | Freiheitspartei (HP)                 | 350.597    | 3,84    | Neu     | 4      | Neu   |
|                                    | Unabhängige                          | 4.994      | 0,05    | −1,69   | 0      | −3    |
| Gesamt                             | Gesamt                               | 9.133.412  | 100,00  |         | 610    | +69   |
| Gültige Stimmen                    | Gültige Stimmen                      | 9.133.412  | 98,73   | −0,64   |        |       |
| Ungültige Stimmen                  | Ungültige Stimmen                    | 117.537    | 1,27    | +0,64   |        |       |
| Wahlbeteiligung                    | Wahlbeteiligung                      | 9.250.949  | 76,59   | −12,04  |        |       |
| Nichtwähler                        | Nichtwähler                          | 2.827.674  | 23,41   | +12,04  |        |       |
| Registrierte Wähler                | Registrierte Wähler                  | 12.078.623 |         |         |        |       |
| Quelle: Gaziosmanpaşa Üniversitesi |                                      |            |         |         |        |       |